# Cattleya pumila
Cattleya pumila é uma espécie de planta do gênero Cattleya e da família Orchidaceae.  
Pertence a Cattleya série Hadrolaelia. Esta espécie ocorre sempre em ambientes montanos nos estados do Espírito Santo e Minas Gerais (MG). No ES está em floresta pluvial, enquanto em MG está sempre associada a matas de galeria em ambientes de campo rupestres, no Quadrilátero Ferrifero, Serra do Cipó, Planalto de Diamantina e também na Serra da Canastra. A época de floração principal é de fevereiro a abril.  

## Taxonomia
A espécie foi descrita em 1838 por William Jackson Hooker. 
Os seguintes sinônimos já foram catalogados:  
- Cattleya pinellii  Lindl.
- Cattleya pumila major  Lem.
- Cattleya spectabilis  Paxton
- Hadrolaelia spectabilis  (Paxton) F.Barros & J.A.N.Bat.
- Laelia pumila mirabilis  E.Morren
- Laelia spectabilis  (Paxton) Withner
- Bletia pumila  (Hook.) Rchb.f.
- Hadrolaelia pumila  (Hook.) Chiron & V.P.Castro
- Laelia pumila  (Hook.) Rchb.f.
- Sophronitis pumila  (Hook.) Van den Berg & M.W.Chase

## Forma de vida
É uma espécie epífita e herbácea. 

## Descrição
Diferencia-se de C. praestans pelas flores geralmente com segmentos estreitos, e mais claros, e o labelo com lobos laterais mais curtos.   
| Caule                                                | Caule                                                        |
| ---------------------------------------------------- | ------------------------------------------------------------ |
| planta                                               | rizomatosa                                                   |
| número de entrenó do rizoma                          | 1                                                            |
| Folha                                                |                                                              |
| número                                               | 1                                                            |
| forma                                                | elíptico lanceolada/elíptico oblonga                         |
| Inflorescência                                       |                                                              |
| inflorescência em pseudobulbo diferenciado sem folha | não                                                          |
| bráctea espataceo                                    | ausente                                                      |
| número de flor                                       | 1/2/3                                                        |
| Flor                                                 |                                                              |
| cor das pétalas e sépalas                            | lilás                                                        |
| forma do labelo                                      | trilobado                                                    |
| cor do lobo mediano do labelo                        | rosa escuro/com o centro branco/com a extremidade mais clara |
| cor dos lobo lateral do labelo                       | lilás/com a parte terminal mais escura                       |

## Conservação
A espécie faz parte da Lista Vermelha das espécies ameaçadas do estado do Espírito Santo, no sudeste do Brasil. A lista foi publicada em 13 de junho de 2005 por intermédio do decreto estadual nº 1.499-R. 

## Distribuição
A espécie é encontrada nos estados brasileiros de Espírito Santo, Minas Gerais e Rio de Janeiro. 
A espécie é encontrada nos  domínios fitogeográficos de Cerrado e Mata Atlântica, em regiões com vegetação de campos rupestres, floresta ombrófila pluvial e vegetação sobre afloramentos rochosos.